# 飞跃

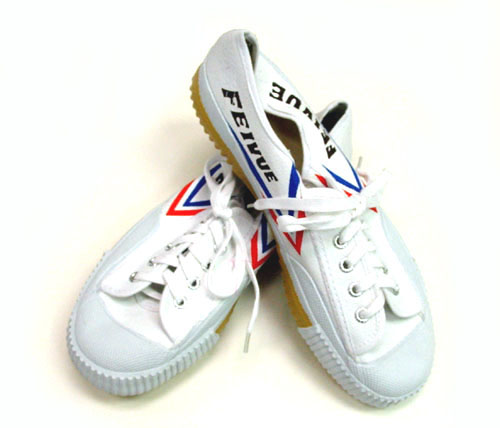
一双原版的白色飞跃鞋

飞跃（法語：Feiyue）是一个运动鞋品牌，源自1920年代的上海。国际商标权则目前为法国所有。

## 历史
上海大孚公司成立于1920年代，飞跃即是大孚旗下的一个品牌。1950年代时，上海橡胶企业由公私合营而联合成立了上海橡胶工业公司，下辖十个工厂，飞跃划归上海橡胶一厂所管。1992年，大孚橡胶总厂与上海兰生股份有限公司共同投资组建了文大鞋业有限公司（即如今的“大博文”鞋业）。其后大孚公司决心主攻轮胎产品，从大博文公司撤出股份。但由于仿冒众多以及款式老旧的问题，飞跃品牌逐渐没落，销售也逐渐下降。
欧洲经销商法国人帕特里斯·巴斯蒂安（Patrice Bastian）将飞跃的款式带回法国，2006年成立了法国飞跃公司，在法国注册了品牌商标。法国版飞跃鞋由法国设计师重新设计，在中国之外进入了时尚界。

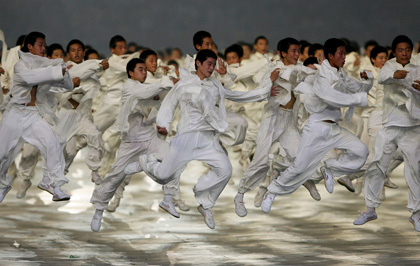

## 生产
飞跃运动鞋目前在中国境内的生产方为上海大孚公司与上海大博文鞋业有限公司。上海大博文鞋业有限公司目前由上海兰生股份有限公司所控股。